# ستروپکو
ستروپکو (به مجاری: Sztropkó) یک شهرک در اسلواکی با جمعیت ۱۰٬۸۲۹ نفر است که در Stropkov District واقع شده‌است.